# 航空甲板巡洋舰

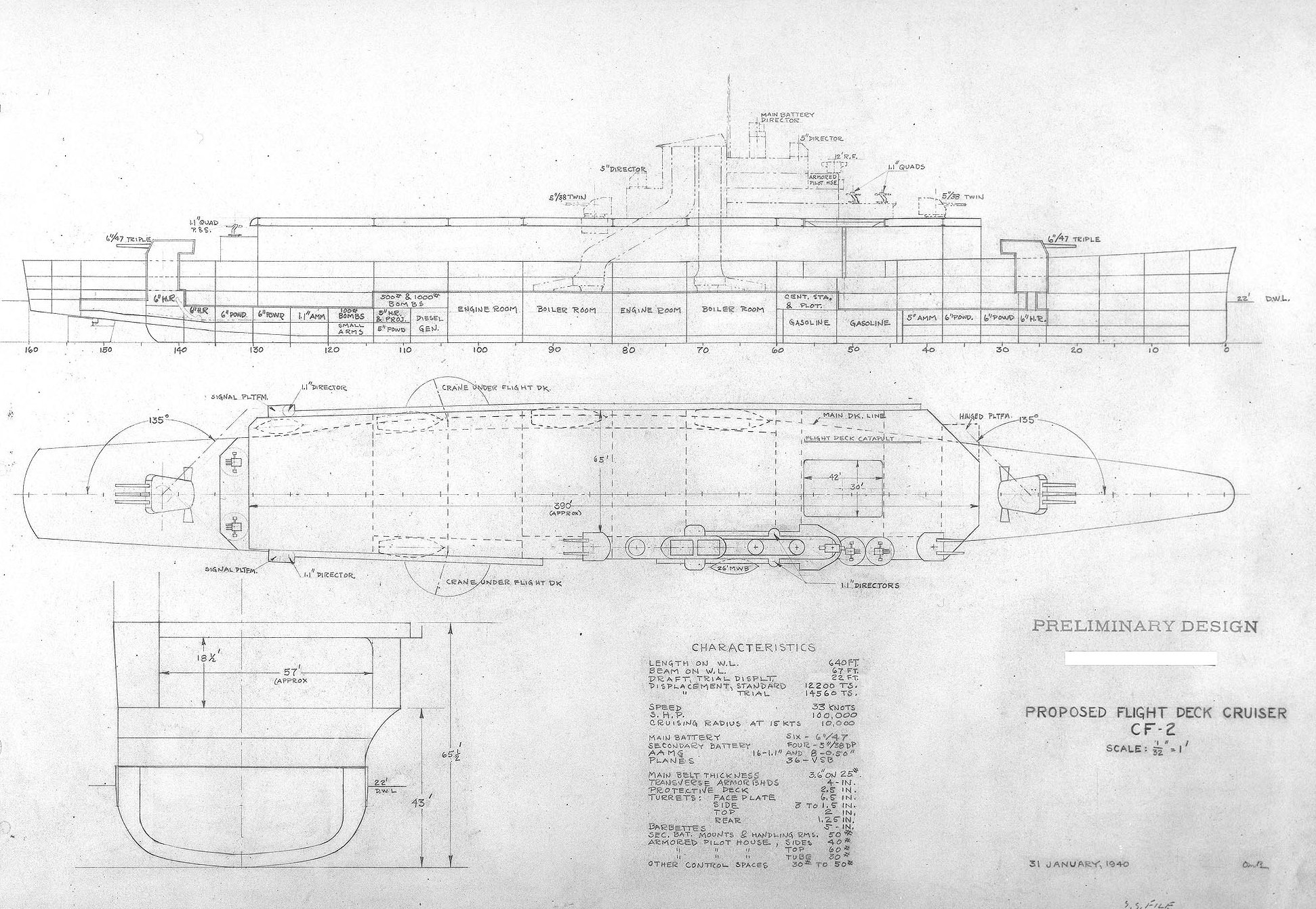
CF-2型航空甲板巡洋舰草图，是境为1940年1月

航空甲板巡洋舰是美国海军二战前提出的一种结合了航空母舰和轻巡洋舰特征的军舰。尽管提出了几种方案，没有一个得到批准开建。最后一种方案刚提出来时美国就卷入了二战，于是不了了之。

## 外连
- The Saga of Tarrantry, a fictional World War II story featuring a flight-deck cruiser-like vessel.